# Ermland
Ermland (sjældnere Ermeland, polsk og gammelpreussisk Warmia) er en historisk region der lå mellem Pommern og Masurien i den nordøstlige del af Polen. Sammen med Masurien udgør området i dag voivodskabet Warmińsko-mazurskie.
Ermland har været under dominans af forskellige stater og folkegrupper op gennem historien – hovedsagelig gammelpreusserne, Den tyske orden, Polen og Kongeriget Preussen.
I 1242 etablerede den pavelige udsending Vilhelm af Sabina bispedømmet Ermland, som et af fire som blev Den tyske ordens områder. Blandt de mere kendte personer på den ermlandske bispestol i Frombork var Lucas Watzenrode (onkel til astronomen Nikolaus Kopernikus som selv blev korherre der), Enea Silvio Piccolomini (den senere pave Pius 2.), den lærde historiker Martin Cromer, og en af de første og vigigste iværksættere af den europæiske modreformation på Tridentinerkoncilet, kardinal Stanislaus Hosius.
Under preussisk styre indgik Ermland i regeringsområdet Königsberg, tilsvarende kreisene Braunsberg, Heilsberg, Rössel og Allenstein. Området var 4.249 km² stort og havde i 1900 238.393 indbyggere, hovedsageligt katolikker, i modsætning til det omkransende protestantiske område i Østpreussen .
Det forblev tysk frem til 1945, da den sydlige halvdel af Østpreussen tilfaldt Polen.